# マンダレイ・ピクチャーズ
マンダレイ・ピクチャーズ (Mandalay Pictures; 後で マンダレイインディペンデントピクチャーズ (Mandalay Independent Pictures) と マンダレイビジョン (Mandalay Vision)) は、米国の制作会社であり、マンダレイ エンターテインメント グループの子会社です、1995年に設立されましたピーター・グーバー。その後、同社はソニー・ピクチャーズ エンタテインメントと契約を締結した。会社のマスコットは虎です。
1997年から2002年まで、ライオンズゲートが所有していました。 2007年以来、彼女は独自の独立した映画制作部門であるマンダレイビジョン（2010年まで、マンダレイインディペンデントピクチャーズ）も持っています。

## 主な作品
- ザ・ファン The Fan (1996)
- セブン・イヤーズ・イン・チベット Seven Years in Tibet (1997)
- ラストサマー I Know What You Did Last Summer (1997)
- ダブルチーム Double Team (1997)
- フェイク Donnie Brasco (1997)
- ラストサマー2 I Still Know What You Did Last Summer (1998)
- ワイルドシングス Wild Things (1998)
- 絶体×絶命 Desperate Measures (1998)
- スリーピー・ホロウ Sleepy Hollow (1999)
- スターリングラード Enemy at the Gates (1999)
- スコア The Score (2001)
- エリザベス・ハーレーの明るい離婚計画 Serving Sara (2002)
- すべては愛のために Beyond Borders (2003)
- イントゥ・ザ・ブルー Into the Blue (2005)
- ホーンズ 容疑者と告白の角 Horns (2013)
- ナイン・デイズ Nine Days (2020)
- AIR/エア Air (2023)